# Kétszínű királymókus
A kétszínű királymókus (Ratufa bicolor) az emlősök (Mammalia) osztályának a rágcsálók (Rodentia) rendjébe, ezen belül a mókusfélék (Sciuridae) családjába tartozó faj.

## Elterjedése
India, Banglades, Kambodzsa, Kína, Nepál, Mianmar, Indonézia, Malajzia, Vietnám, Laosz, Thaiföld és Bhután területén honos.

## Megjelenése
Bozontos farka van. Testhossza legfeljebb 110 cm, farokhossza 60 cm.

## Alfajai
- Ratufa bicolor bicolor Sparrman, 1778
- Ratufa bicolor condorensis Kloss, 1920
- Ratufa bicolor felli Thomas & Wroughton, 1916
- Ratufa bicolor gigantea McClelland, 1839
- Ratufa bicolor hainana J. A. Allen, 1906
- Ratufa bicolor leucogenys Kloss, 1916
- Ratufa bicolor melanopepla Miller, 1900
- Ratufa bicolor palliata Miller, 1902
- Ratufa bicolor phaeopepla Miller, 1913
- Ratufa bicolor smithi Robinson & Kloss, 1922

## Életmódja
A lomkoronában él. Magvakat, fenyőtobozt, gyümölcsöket és leveleket fogyaszt.

## Fordítás
- Ez a szócikk részben vagy egészben  a   Black giant squirrel című angol Wikipédia-szócikk fordításán alapul.  Az eredeti cikk szerkesztőit annak laptörténete sorolja fel. Ez a jelzés csupán a megfogalmazás eredetét és a szerzői jogokat jelzi, nem szolgál a cikkben szereplő információk forrásmegjelöléseként.